# Canadian Tire Motorsport Park
Canadian Tire Motorsport Park (före detta Mosport International Raceway och Mosport Park) är en racerbana i Bowmanville cirka 60 km nordost om Toronto i Kanada.
Kanadas Grand Prix i formel 1 kördes här åtta gånger, och även Can-Am och American Le Mans Series har arrangerat tävlingar på banan, som på 1970-talet även arrangera USAC National Championship. Banan har en extremt snabb karaktär med stora nivåskillnader och långa, svepande kurvor. Banan har nio kurvor, och bara en långsam sektion över huvud taget. Den är relativt farlig och är därför inte godkänd för internationella tävlingar. Manfred Winkelhock förolyckades på banan i en sportvagnstävling 1985. 

## F1-vinnare
| Säsong | Förare             | Tillverkare   |
| ------ | ------------------ | ------------- |
| 1977   | Jody Scheckter     | Wolf-Ford     |
| 1976   | James Hunt         | McLaren-Ford  |
| 1974   | Emerson Fittipaldi | McLaren-Ford  |
| 1973   | Peter Revson       | McLaren-Ford  |
| 1972   | Jackie Stewart     | Tyrrell-Ford  |
| 1971   | Jackie Stewart     | Tyrrell-Ford  |
| 1969   | Jacky Ickx         | Brabham-Ford  |
| 1967   | Jack Brabham       | Brabham-Repco |